# ساب ۹۰
ساب ۹۰ (Saab ۹۰) خودرویی است که در سال‌های ۱۹۸۴ تا ۱۹۸۷تولید شده‌است.است.سیستم جعبه‌دندهٔ آن ۵، دنده به صورت دستی است.